# Hashid
Os Hashid são a segunda maior (e mais forte) federação tribal no Iêmen. Os membros da Confederação Hashid são encontrados principalmente nas montanhas do norte e noroeste do país. Foram liderados pelo Xeque Abdullah ibn Husayn al-Ahmar até sua morte em 29 de dezembro de 2007 e são dirigidos desde então por seu filho Sadiq al-Ahmar. Sadiq lançou uma campanha de insurgência dos Hashid como parte da revolta de 2011 contra o presidente iemenita Ali Abdullah Saleh em maio de 2011, culminando na Batalha de Sanaa.